# Storckiella
Storckiella là một chi thực vật có hoa trong họ Đậu.